# Maratshwane
Maratshwane è un villaggio del Botswana situato nel distretto di Kweneng, sottodistretto di Kweneng West. Il villaggio, secondo il censimento del 2011, conta 305 abitanti.

## Località
Nel territorio del villaggio sono presenti le seguenti 3 località:
- Letlapeng di 88 abitanti,
- Maratswane Lands di 12 abitanti,
- Sekgwasentsho